# Edmund Butler
Edmund Butler, 11e vicomte Mountgarret (27 juillet 1745 - 16 juillet 1793) est un pair et homme politique Irlandais.

## Biographie
Il est le fils d'Edmund Butler, 10e vicomte Mountgarret et de Charlotte Bradstreet, fille de Simon Bradstreet, 1er baronnet. Il épouse Henrietta Butler, fille de Somerset Butler (1er comte de Carrick) le 7 octobre 1768. Il est député à la chambre des communes irlandaise pour Kilkenny County 1776-1779.

## Mariage et enfants
Lord Mountgarret et son épouse Henrietta Butler ont cinq enfants: 
- Edmund Butler, 12e vicomte Mountgarret (1771–1846), épouse Mildred Fowler, fille de Robert Fowler (évêque) (en), archevêque de Dublin, ils n'ont pas d'enfants.
- Somerset Richard Butler (1771–1826), épouse Jane French, fille d'Arthur French. Ils n'ont pas d'enfants.
- Henry Butler (1773–1842), épouse Anne Harrison, fille de John Harrison et est le père du 13e vicomte
- Pierce Butler (1774–1846), député, épouse Anne March, fille de Thomas March
- Charlotte Juliana Butler (décédée le 26 octobre 1830), épouse le colonel John Carrington Smith